# Découpage jet d'eau
Le découpage au jet d'eau est un procédé de fabrication qui utilise un jet d'eau hyperbare pour découper la matière (mousse, cuir, matériaux métalliques, pierres, matériaux composites, produits agroalimentaires, etc.).

## Principe

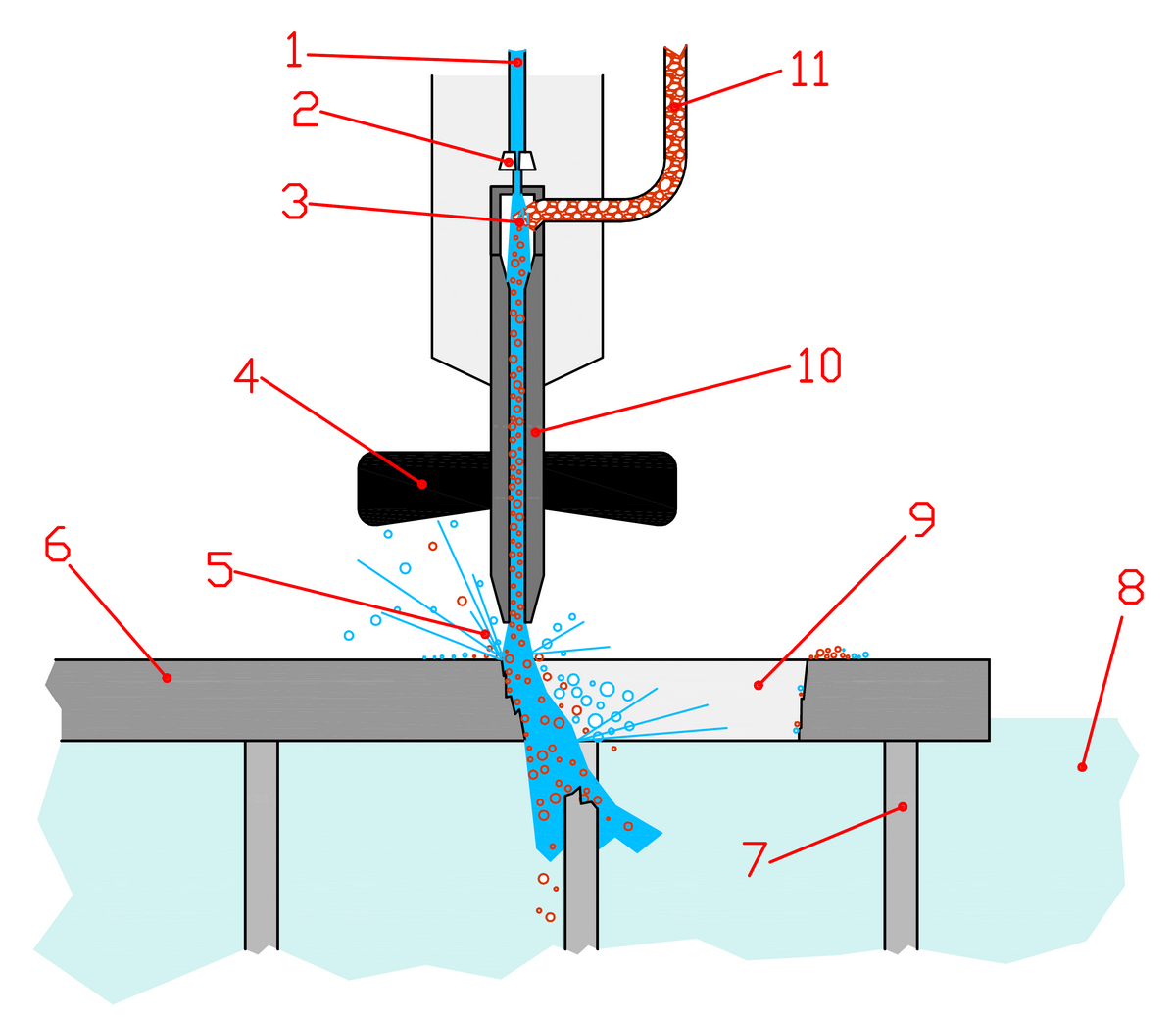
Le fonctionnement de la découpe au jet d'eau : 1. tube de collimation d'eau 2. buse de débit 3. chambre de mélange 4. capuchon anti-éclaboussures 5. jet haute pression 6. matériau à découper 7. grille de support 8. bassin d'eau 9. matériau découpé 10. canon de focalisation 11. abrasif

L'eau, ou plus exactement le fluide, peut contenir des additifs, notamment pour faciliter la coupe du matériau. La découpe au jet d'eau additionnée d'abrasif (type grenat), d'une granulométrie de 80 mesh dans le standard, permet la découpe de métaux, pierres, marbres, verre dans des épaisseurs allant jusqu'à 600 millimètres.
On distingue deux techniques de découpage :
- la découpe à l'eau pure (tous les matériaux se coupant au cutter) ; buse de coupe de 0,08 mm à 0,30 mm (sertie d'un saphir industriel) ;
- la découpe à l'eau chargée d'abrasif (tout matériau) ; l'eau passe par la buse, on y adjoint le sable, l'eau et le sable passent par le canon de focalisation qui assure une cylindricité du mélange ; buse de coupe de 0,20 mm à 0,40 mm (sertie d'un saphir ou d'un diamant industriel). Canon de focalisation de 0,50 mm à 1,2 mm.

Le diamètre du jet d'eau est généralement de l'ordre de 1 mm. Ce paramètre est une contrainte lors de la découpe de formes internes anguleuses qui présenteront un rayon d'environ 0,5 mm.
Les matériaux découpés sont souvent des plaques ou tôles. Celles-ci sont généralement posées sur un support composé de lames qui finissent par être découpées par le jet d'eau. Il est donc nécessaire de les remplacer régulièrement pour assurer un bon positionnement du matériau à découper.
Un seul matériau ne peut être découpé au jet d'eau : le verre trempé, qui casse dès les premiers millimètres de découpe à cause des trop fortes contraintes présentes dans le matériau.
L'eau sous très haute pression (jusqu'à 6150 bars) sort de la buse de découpe : 
- à une vitesse de 900 m/s à 4135 bars (environ 3 fois la vitesse du son)
- à une vitesse de 1 200 m/s à 6150 bars[1] (environ 4 fois la vitesse du son)

Le bruit d'une machine en fonctionnement peut monter jusqu'à 90 décibels. Ce bruit peut facilement être diminué en immergeant la coupe.
Les machines de dernières générations intègrent une tête montée sur deux axes et un algorithme permettant de compenser le seul point faible du jet d'eau : la dépouille. Cette technique est très bonne en ligne droite car elle permet d'obtenir une vitesse de coupe supérieure mais montre des points faibles lors des changements de direction : de forts ralentissements.

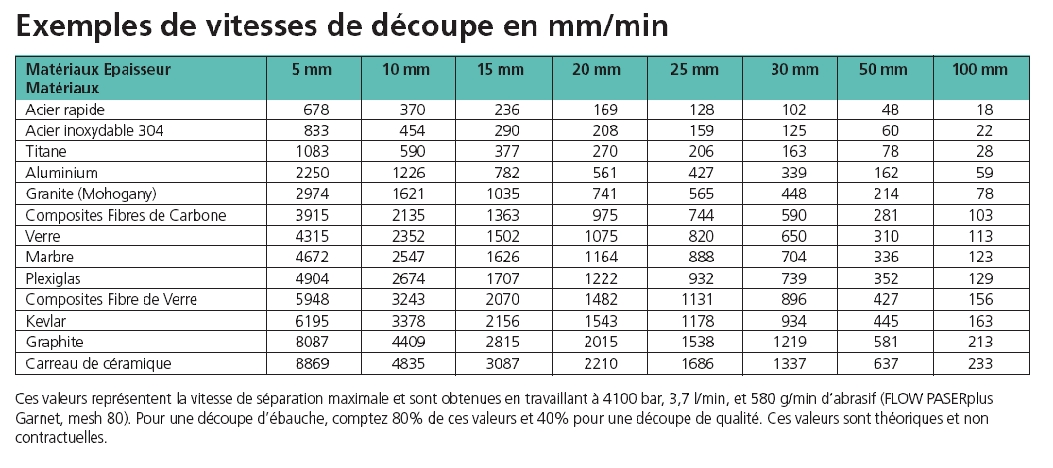
Une table de vitesse de coupe suivant le type de matériau et l'épaisseur

## Galerie

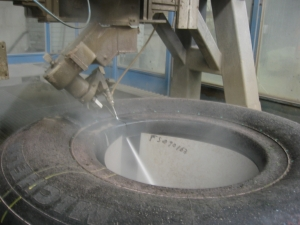
Débitage d'un pneu d'avion en vue d'une expertise
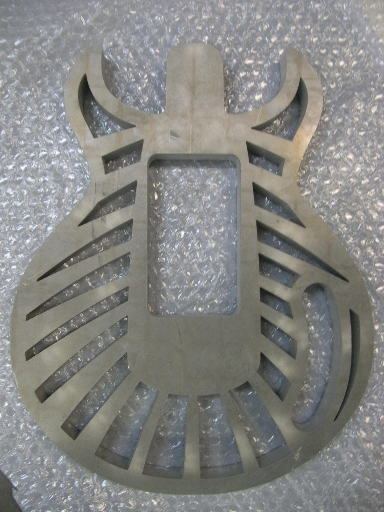
Guitare en aluminium en 30 mm usinée en découpe dynamique
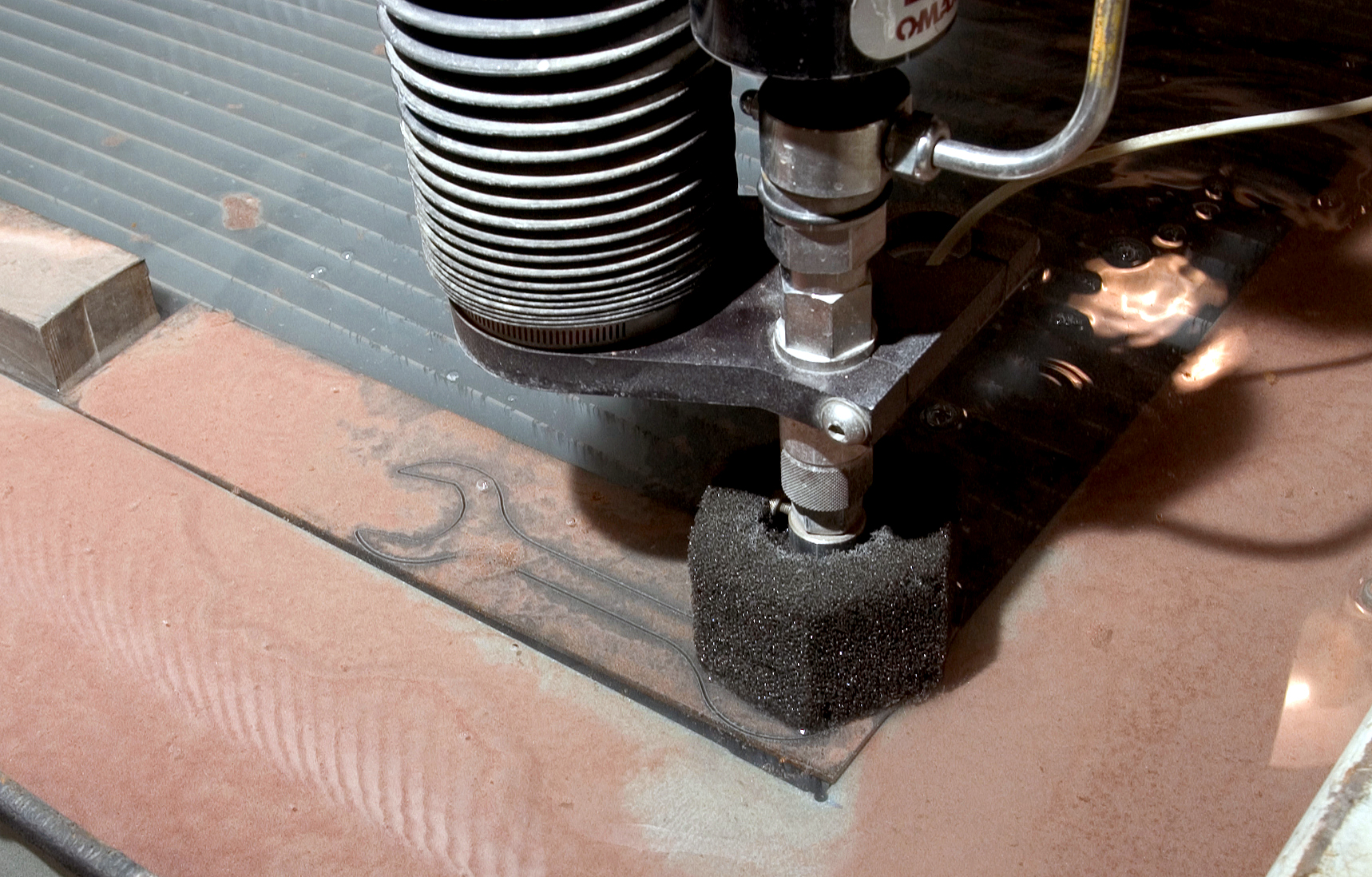
Une machine de découpe au jet
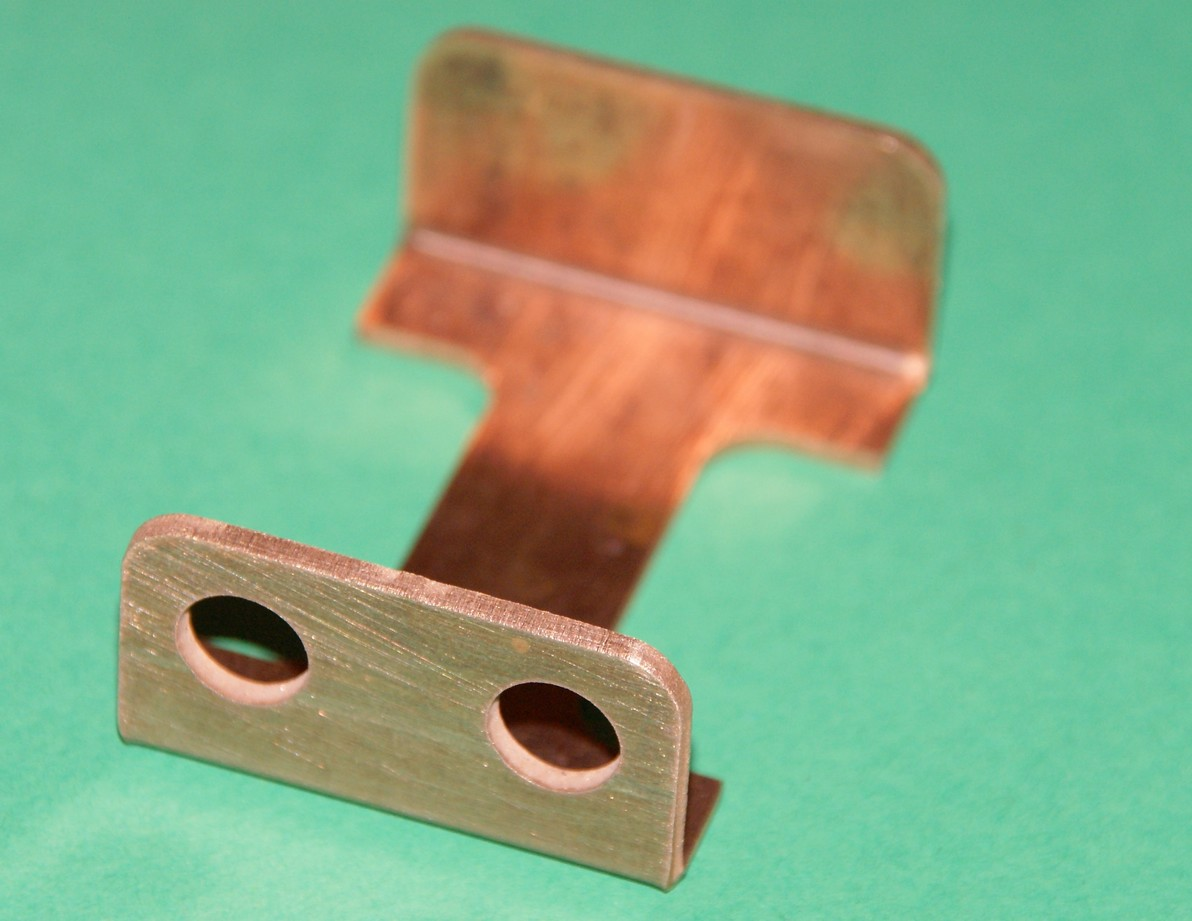
Pièce en cuivre découpée au jet d'eau puis pliée